# 8451 Gaidai
8451 Gaidai este un asteroid din centura principală de asteroizi.

## Descriere
8451 Gaidai este un asteroid din centura principală de asteroizi. A fost descoperit pe 11 septembrie 1977 la Observatorul de Astrofizică din Crimeea de Nikolai Cernîh. El prezintă o orbită caracterizată de o semiaxă mare de 2,77 ua, o excentricitate de 0,17 și o înclinație de 9,2° în raport cu ecliptica.